# 斯科茨角 (特拉華州)
斯科茨角（英語：Scotts Corner）是位於美國特拉華州蘇塞克斯縣的一個非建制地區。該地的面積和人口皆未知。

## 地理
斯科茨角的座標為38°46′51″N 75°40′02″W / 38.78083°N 75.66722°W，而該地的平均海拔高度為15米（即49英尺）。